# Ibrahim Salameh
Ibrahim Salameh SMSP (ur. 10 grudnia 1945 w Marmaricie) – syryjski duchowny melchicki, w latach 2013-2023 egzarcha apostolski Argentyny.

## Życiorys
Święcenia kapłańskie przyjął 13 lipca 1975 w melchickim zgromadzeniu Misjonarzy Św. Pawła. Przez kilka lat pracował w rodzinnym mieście oraz w seminarium w Damaszku. Od 1978 był proboszczem melchickiej parafii św. Jerzego w argentyńskim Rosario.
15 sierpnia 2013 otrzymał nominację na egzarchę apostolskiego Argentyny ze stolicą tytularną Palmyra dei Greco-Melkiti. Sakry udzielił mu 27 września 2013 patriarcha Grzegorz III Laham.
14 stycznia 2023 papież Franciszek przyjął jego rezygnację z urzędu egzarchy apostolskiego.